# Adesmoides
Genre
Synonymes
- Colatina Lane, 1972[1]

Adesmoides est un genre de coléoptères de la famille des Cerambycidae dont la seule espèce est Adesmoides flava. Il est décrit par l'entomologiste ukrainien et brésilien Zajciw en 1967,